# 漢默史密斯橋
漢默史密斯橋（英語：Hammersmith Bridge）是一座跨越英國伦敦泰晤士河的吊桥。现在的桥梁是由著名土木工程师约瑟夫·巴泽尔杰特设计的。2008年，漢默史密斯橋成為II*級登录建筑。2019年4月因安全問題關閉，不允許任何機動車通行。